# Monthon
Een monthon (Nederlands: cirkel, Thai มณฑล) was een bestuurlijke onderverdeling van Thailand in het begin van de 20e eeuw. Ze werden gecreëerd als een onderdeel van het thesaphiban (เทศาภิบาล - letterlijk vertaald: controle over territorium) bestuurlijke systeem, geïntroduceerd door prins Damrongrajanubhap. De monthon werden een nieuwe bestuurslaag boven de provincies (changwat). Elke monthon werd geleid door een koninklijke commissaris genaamd khaluang thesaphiban. Het systeem werd officieel ingesteld met de lokale administratie akte van 1897. Deze akte werd ingesteld nadat er al monthon waren gecreëerd en de administratie was uitgeprobeerd.
In 1915 waren er 19 monthon die 72 provincies bevatten. In de hierop volgende jaren werden een aantal monthon samengevoegd vanwege financiële problemen. Het monthon systeem werd afgeschaft toen Thailand een democratie werd in 1933. Hiervoor werd de Provinciale Administratie Akte B.E. 2476 aangenomen (B.E. staat voor Buddhist Era, boeddhistische jaartelling). Hiermee werden de provincies na de landelijke regering het hoogste bestuurlijke niveau.

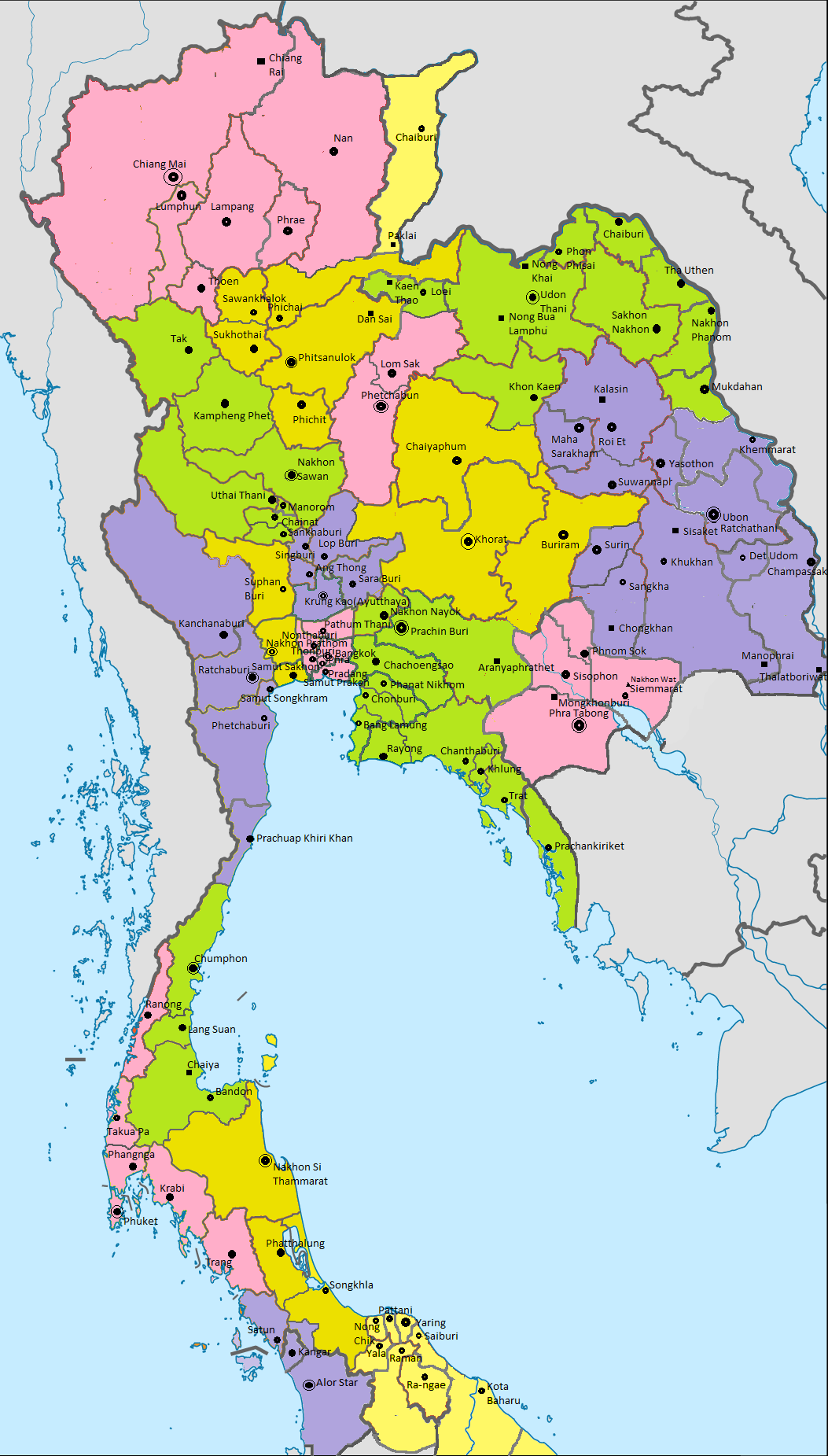
Kaart van monthon in 1900

## Lijst van monthon

### Noord Thailand
- Phayap: deze monthon werd van oorsprong in 1899 monthon fai tawan-tok chiang nua genoemd, ofwel de noordwestelijke monthon. Een jaar later werd de naam echter veranderd naar Phayap. De hervormingen van de administratie werden echter pas ingevoerd tussen 1907 en 1915. Het besloeg de noordelijke prinsdommen van het voormalige Lanna, de provincies Chiang Mai, Lamphun, Mae Hong Son, Lampang, Chiang Rai, Nan en Phrae.
- Maharat: de monthon Maharat werd gecreëerd in 1915, toen het monthon Phayap in tweeën werd verdeeld. Het besloeg het oostelijke deel van Phayap namelijk de provincies Chiang Rai, Nan, Lampang en Phrae.
- Nakhon Sawan: de monthon Nakhon Sawan werd gecreëerd in 1895 en was een van de eerste monthon. Het besloeg de provincies Nakhon Sawan, Chainat, Kamphaeng Phet, Manorom, Phayuhakhiri, Sanburi, Tak en Uthai Thani.
- Pitsanulok: de monthon Phitsanulok werd gecreëerd in 1894. Het besloeg de provincies Phitsanulok, Phichai, Phichit, Sukhothai en Saweankhalok.
- Phetchabun: de monthon Phetchabun werd in 1899 afgesplitst van het monthon Nakhon Ratchasima. Het besloeg de provincies Lom Sak en Phetchabun. Deze twee provincies werden later samengevoegd waardoor dit de enige monthon was die maar 1 provincie besloeg.

### Noordoost-Thailand
- Nakhon Rathasima: de monthon Nakhon Ratchasima was het eerste monthon dat gecreëerd werd in 1893. Het besloeg de provincies Nakhon Ratchasima (Khorat), Buriram, Chaiyaphum, Lom Sak en Phetchabun. In 1899 werd het monthon Phetchabun afgesplitst van het monthon Nakhon Rathasima.
- Isaan: de monthon Isaan werd gecreëerd in 1900. In de maand juni in 1912 werd het opgesplitst in twee delen, monthon Roi Et en monthon Ubon Rachathani.
- Roi-Et: Het monthon Roi Et werd afgesplitst van het monthon Isaan in 1912. Het bestond uit de provincies Roi Et, Kalasin en Maha Sarakham.
- Ubon Rachathani: de monthon Ubon Ratchathani werd afgesplitst van het monthon Isaan in 1912. Het bestond uit de provincies Ubon Ratchathani, Khukhan, Sisaket en Surin.
- Udon Thani: de monthon Udon Thani werd gecreëerd in 1899. Het bestond uit de provincies Udon Thani, Khon Kaen, Loei, Nakhon Phanom, Nong Khai en Sakon Nakhon.

### Zuid Thailand
- Phuket: de monthon Phuket werd gecreëerd in 1898, en volgde daarmee een commissarisschap op dat eerder gecreëerd was. Het bestond uit de provincies Phuket, Thalang, Ranong, Phang Nga, Takua Pa en Krabi. In 1907 werd de provincie Satun toegevoegd omdat het grootste deel van de monthon Kedah aan het Verenigd Koninkrijk werd afgestaan.
- Chumpon: de monthon Chumpon werd gecreëerd in 1896. Het bestond uit de provincies Chumphon, Chaiya, Kanchanadit, Langsuan en Bandon. Chaiya, Kanchanadit en Bandon werden later samengevoegd in de provincie Surat Thani, wat de hoofdstad van de monthon werd in 1905. In 1925 werd het monthon ingevoegd in het monthon Nakhon Si Thammarat.
- Nakhon Si Thammarat: Het monthon Nakhon Si Thammarat werd gecreëerd in 1896. Het bestond uit de provincies Songkhla, Nakhon Si Thammarat en Phattalung. In 1925 werd het monthon Chumpon toegevoegd.
- Pattani: de monthon Pattani werd gecreëerd in 1906. Het gebied besloeg de zogenaamde Zeven Maleisische Provincies Pattani (Tani), Yala, Saiburi, Yaring, Nongchik, Raman en Ra-ngae.
- Kedah: de monthon Kedah werd gecreëerd in 1897. Het bestond uit de provincies Kedah, Perlis en Satun. In 1907 werden Kedah en Perlis afgestaan aan het Verenigd Koninkrijk en werd Satun aan de monthon Phuket toegevoegd.

### Centraal Thailand
- Krung Thep (Bangkok): Het gebied rond de hoofdstad stond onder het bestuur van het ministerie van landelijke zaken, maar zij zetten administratie op die identiek was aan het monthon systeem en vestigden het monthon Krung Thep in 1897. Het bestond uit de provincies Phra Nakhon, Thonburi, Nonthaburi, Pathum Thani, Phrapradaeng (Nakhon Khuankan), Samut Prakan, Thanyaburi, Minburi. Pathum Thani en Thanyaburi werden later toegevoegd aan het monthon Ayutthaya. In 1915 kreeg het monthon de nieuwe naam Krungthep phramahanakhon (Bangkok metropool). In 1922 werd het ministerie van landelijke zaken opgeheven en onder het ministerie van binnenlandse zaken geplaatst net als al de ander monthon.
- Ratchaburi: de monthon Ratchaburi werd gecreëerd in 1895. Het bestond uit de provincies Ratchaburi, Kanchanaburi, Samut Songkhram, Petchaburi en Prachuap Khiri Khan.
- Nakhon Chaisi: de monthon Nakhon Chaisi werd gecreëerd in 1895. Het bestond uit de provincies Nakhon Chaisi, Samut Sakhon en Suphanburi.

### Oost Thailand
- Prachinburi: de monthon Prachinburi werd gecreëerd in 1893. Het bestond uit de provincies Prachinburi, Chachoengsao, Nakhon Nayok en Phanom Sarakham.
- Burapa: de monthon Burapha werd gecreëerd in 1903. Het bestond uit de provincies Sisophon, Battambang, Phanomsok en Siem Reap, allemaal in hedendaags Cambodja. In 1906 werd het gebied afgestaan aan de Unie van Indochina.
- Chanthaburi: de monthon Chanthaburi werd gecreëerd in 1906. Het bestond uit de provincies Chantaburi, Rayong en Trat. De monthon werd gecreëerd nadat de monthon Burapa was afgestaan en de Fransen de provincie Trat teruggaven aan Thailand.